# 厚葉龍舌蘭
厚葉龍舌蘭（学名：Agave victoriae-reginae），又名維多利亞女王龍舌蘭、女王龍舌蘭或皇后龍舌蘭，俗稱笹之雪、箭山積雪、鬼脚掌或雪簧草，是一種細小的龍舌蘭屬植物。它們最特別的是在彷彿浮雕的葉子上有白色的紋。其名字是為紀念維多利亞女王。

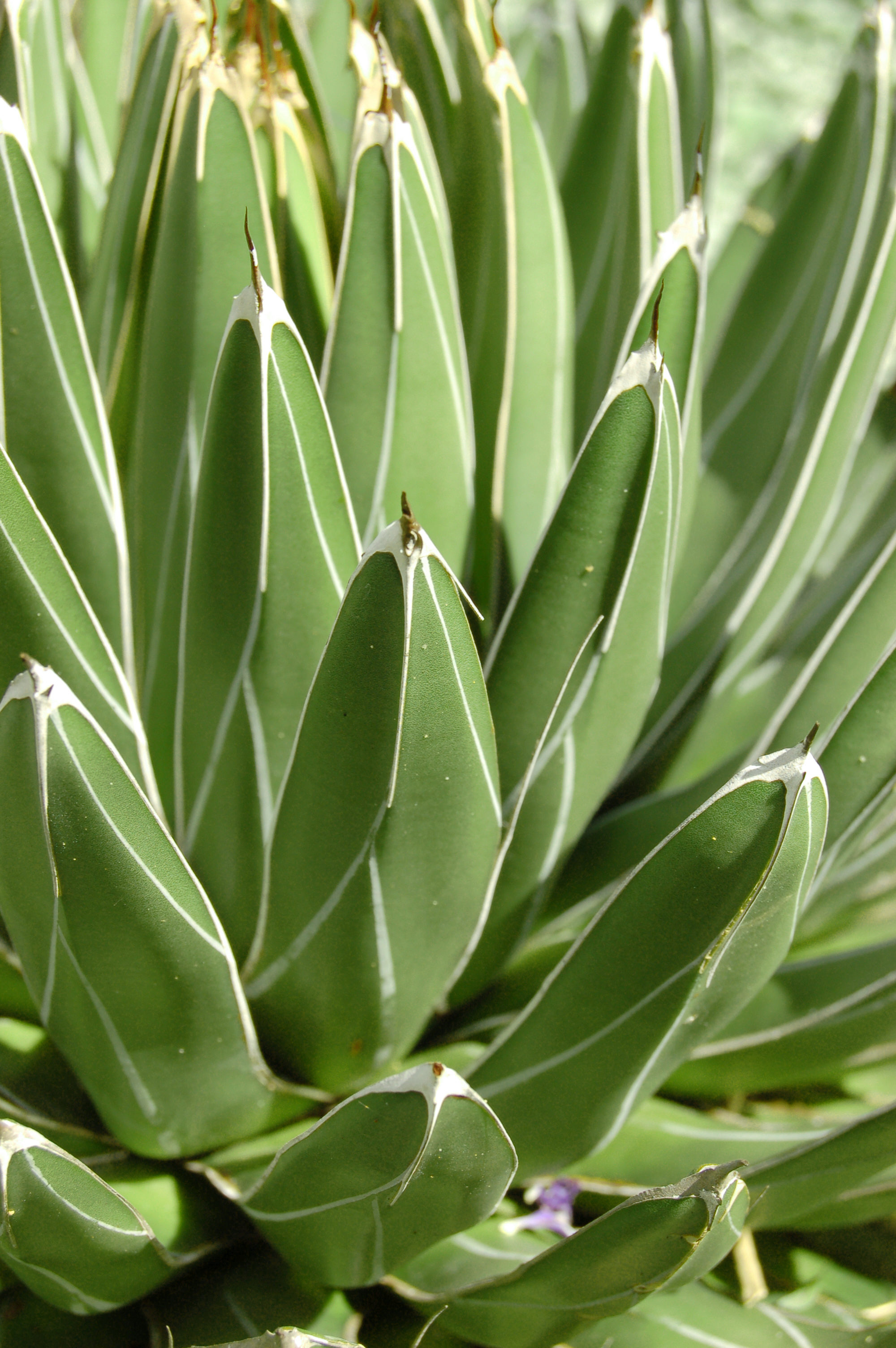
厚葉龍舌蘭的葉子。

## 特徵
厚葉龍舌蘭的形態各有不同，一般而言，花朵細小及密集，葉子短、硬而厚，呈綠色及有白色葉紋。葉紋一般是緣葉邊或葉骨，形成一個多面體的外觀。葉子上沒有鋸齒，葉端上有1-3條刺，每條長1.5-3厘米。

## 分佈
厚葉龍舌蘭分佈在奇瓦瓦沙漠，其下有超過6個亞種。它們也會與其他龍舌蘭屬混種。
厚葉龍舌蘭耐寒，故成為很多北方地區的觀賞植物。

## 保育狀況
其被列為《瀕危野生動植物種國際貿易公約》（CITES）附錄二的物種，被限制出口及貿易。